# Mwanakwerekwe
Mwanakwerekwe è una circoscrizione urbana (urban ward) della Tanzania situata nel distretto di Magharibi, regione di Zanzibar Urbana-Ovest. Conta una popolazione di 20 215 abitanti (censimento 2012).